# Arboreto Chadwick
El Arboreto Chadwick (en inglés: Chadwick Arboretum) es un jardín botánico y arboreto de unas 24 hectáreas (60 acres) de extensión, ubicado en el campus de la Universidad Estatal de Ohio en la proximidad de Columbus, Ohio. 

## Localización
Chadwick Arboretum, Howlett Hall 2001 Fyffe Court, Lane Avenue Columbus, Franklin county Ohio 43210 Estados Unidos
Planos y vistas satelitales.40°0′34.19″N 83°1′47.18″O / 40.0094972, -83.0297722
Está abierto todos los días y la entrada es gratuita. 

## Historia
El arboreto fue establecido para facilitar la enseñanza y el aprendizaje en la universidad estatal de Ohio. 

## Colecciones
Actualmente el 
- Arboreto alberga unos 1,000 árboles que representan a 120 especies diferentes que crecen de un modo silvestre natural en Ohio. Tiene colecciones especiales de coníferas y de Salix. En el año 2005 albergaba el "Ohio State Champion tree" (árbol campeón del Estado de Ohio) Abies cephalonica.
- Learning Garden (Jardín de aprendizaje)
- Jardines especializados en anuales, hostas, perennes, rosas, y plantas silvestres.[1]

Tomados en conjunto, estos jardines representan una de las colecciones más diversas de flora en el estado, con una buena selección de plantas nativas de Ohio, perennes, plantas tropicales, flores silvestres, plantas leñosas, y más de 400 variedades de plantas anuales.

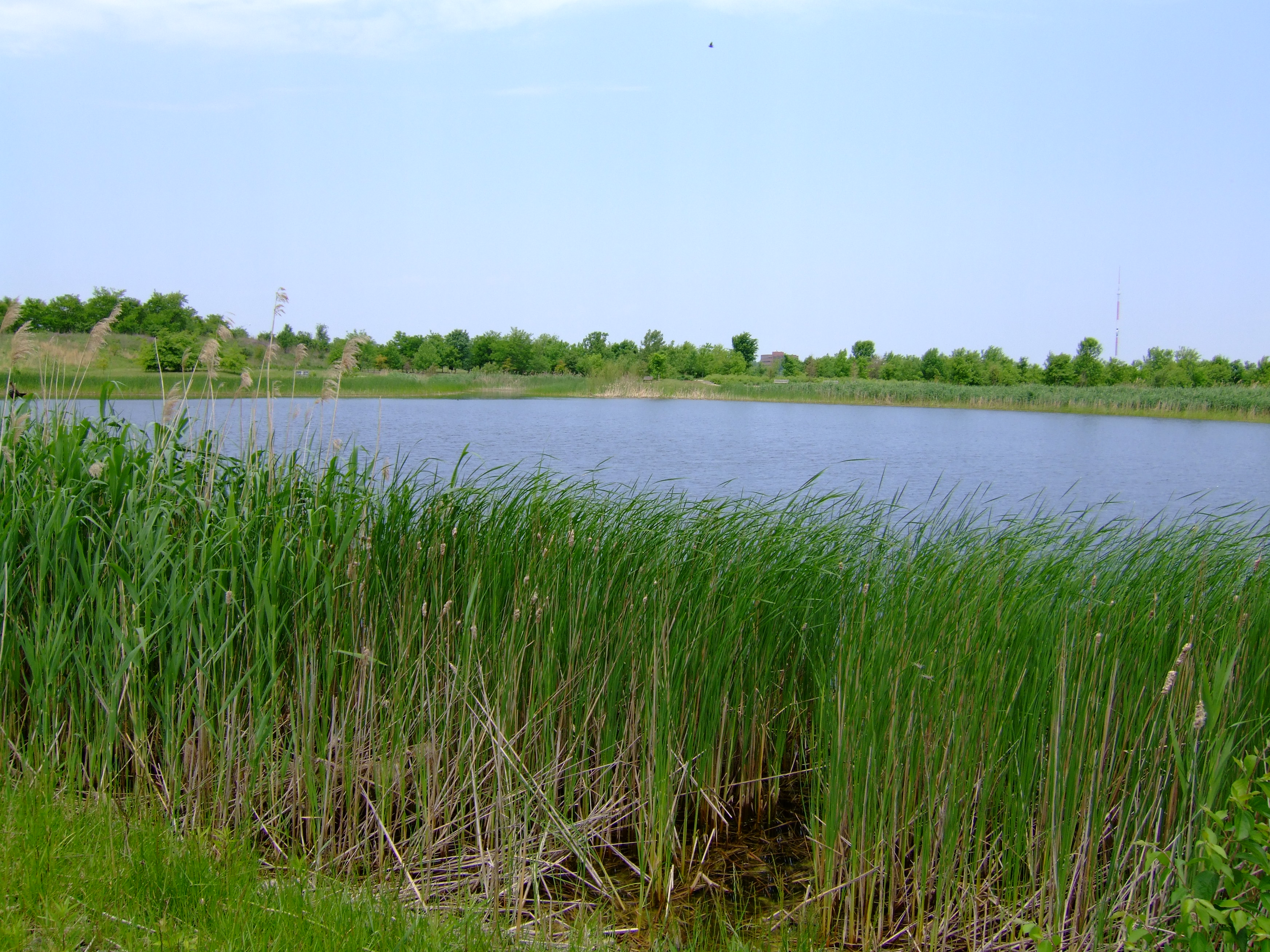
El lago Chadwick.